# Bunila, Hunedoara
Bunila este satul de reședință al comunei cu același nume din județul Hunedoara, Transilvania, România.